# Lazzaro Baldi

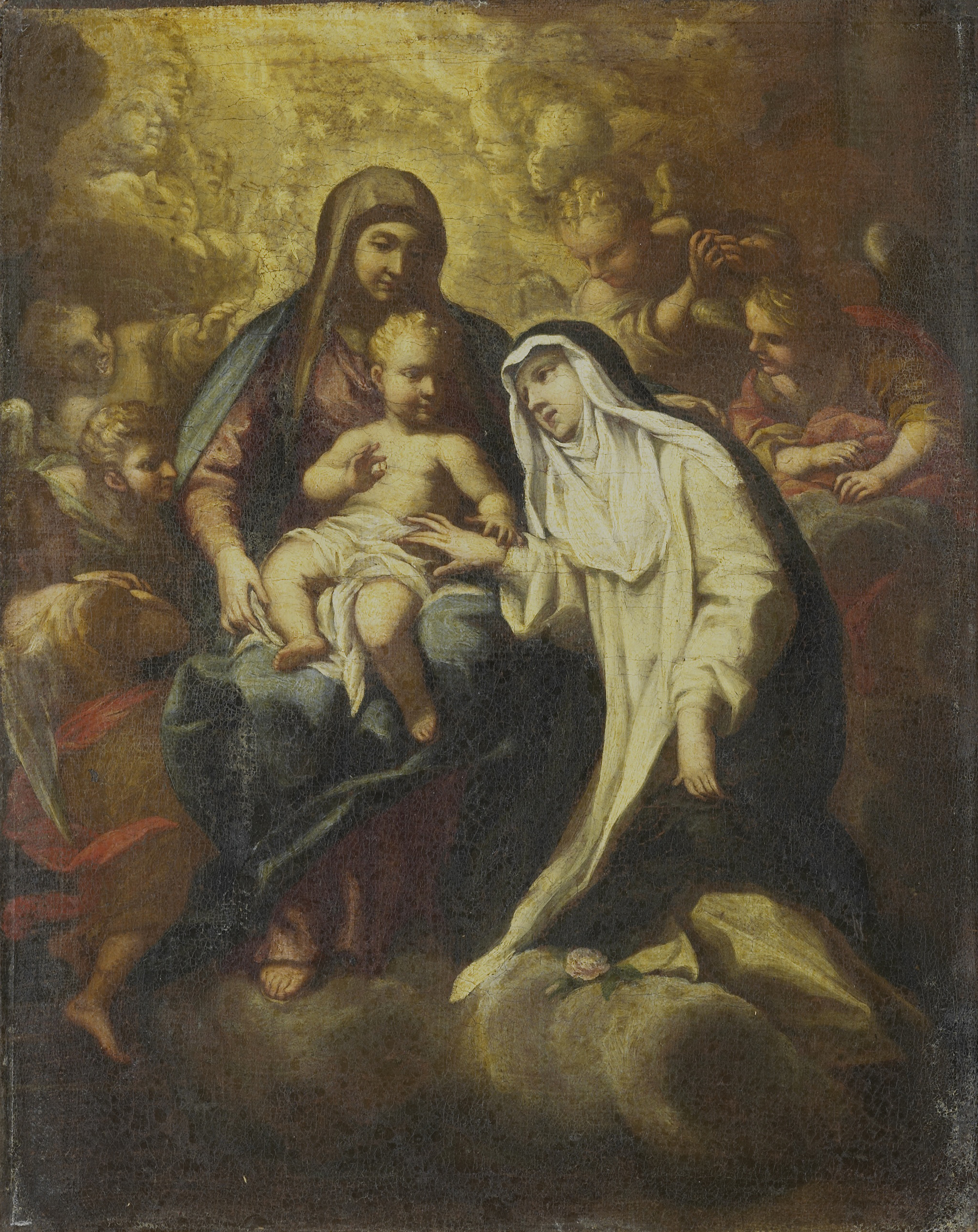
Matrimonio místico de santa Rosa de Lima, óleo sobre lienzo atribuido a Lazzaro Baldi, 41 x 32,5 cm, Ámsterdam, Rijksmuseum.

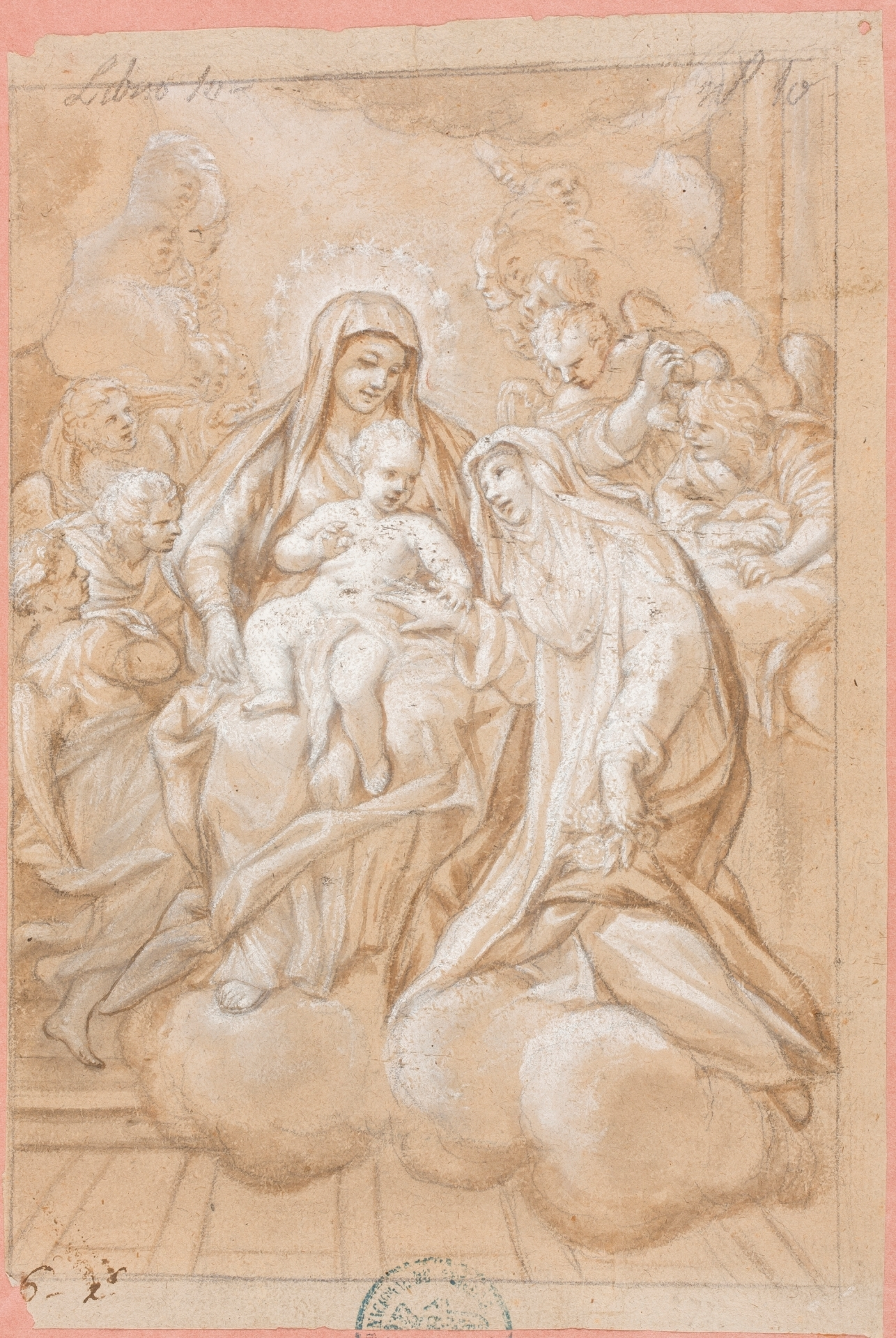
Matrimonio místico de santa Rosa Lima, lápiz negro y aguada parda sobre papel tintado, 256 x 173 mm, Madrid, Museo del Prado.

Lazzaro Baldi (Pistoya, c. 1624-Roma, 1703) fue un pintor barroco italiano, discípulo y seguidor de Pietro da Cortona.

## Biografía y obra
Tras iniciarse en la pintura en su Pistoya natal con un modesto pintor marchó a Roma atraído por la fama de Cortona, de quien se convirtió en discípulo y colaborador y quien le habría procurado los primeros encargos. De hacia 1653 es probablemente su primer trabajo público, en el que se revela ya la intensa influencia de Pietro da Cortona: los frescos de la capilla de san Francisco en la iglesia de San Marcos en Roma, a los que habrían seguido en 1656-1657 los frescos de la galería de Alejandro VII en el palacio del Quirinal, ejecutados bajo la dirección del maestro y repartiéndose el trabajo con otros discípulos de Cortona, en cuya decoración le correspondieron la Creación de Adán y Eva. El diluvio universal y la Anunciación. En estos frescos, la influencia cortonesca dominante se ve atemperada por su propio temperamento, al que es ajeno el ímpetu barroco, y por las influencias de la pintura neovéneta de Andrea Sacchi junto con la de Gaspard Dughet —a quien corresponde el fondo de paisaje en la Creación de Adán–.
A partir de este momento desarrolló cierta tendencia al clasicismo, apartándose progresivamente del ilusionismo barroco, como se aprecia en los frescos con la historia del evangelista pintados hacia 1658 en el templete de San Giovanni in Oleo, o en la Visión de san Juan en Patmos de la basílica de San Juan de Letrán, pero en mayor medida en las obras pintadas a partir de 1665 como el conjunto de pinturas al fresco y al óleo de la capilla de santa Rosa de Lima en Santa Maria sopra Minerva, para concluir en los últimos años recibiendo las sugerencias luministas de Giovanni Lanfranco perceptible en obras como la Adoración del niño Jesús por los ángeles del musée de la Chartreuse de Douai.
Además de frescos y cuadros de altar en elevado número (historias de san Carlos Borromeo y san Felipe Neri en Santa Anastasia al Palatino, Martirio de san Andrés en Sant'Andrea delle Fratte) se han conservado numerosos dibujos de Baldi, en buena parte apuntes rápidos, y al menos un grabado en lámina de cobre con una Conversión de san Pablo. 
Al margen de su actividad como pintor, en 1681 publicó un Breve compendio della vita di S. Lazzaro monaco et insigne pittore que le dio fama de erudito y sumió en un sobrevenido fervor religioso.
Su última obra habría sido Cristo entregando las llaves a san Pedro, pintado para el altar mayor de la iglesia de San Carlos en Camerino, con firma póstuma: «Baldi pinxit et obiit 1703».